# 베이비 메이커스
《베이비 메이커스》(영어: The Babymakers)는 2012년 공개된 미국의 코미디 영화이다. 제이 챈드러세이카가 연출하고, 폴 슈나이더, 올리비아 먼 등이 출연하였다.

## 줄거리
아내 오드리를 임신시키기 위해 별 방법을 다 써본 토미는 자신이 불임이 된 게 아닌가 의심한다. 토미는 과거 정자를 기증했던 정자은행에서 본인 정자를 훔치기로 마음 먹는다.

## 출연진
- 폴 슈나이더 - 토미 매클린 역
- 올리비아 먼 - 오드리 매클린 역
- 우드 해리스
- 케빈 헤퍼넌
- 냇 팩슨
- 제이 챈드러세이카
- 콘스턴스 지머
- 아이샤 타일러
- 주드 치컬렐라
- 토미 듀이
- 헬레나 맛손
- 데지 라이딕
- 빌 페이거바키
- 지니 사카타
- 헤이스 맥아더
- 마크 에번 잭슨
- 콜렛 울프
- 마일스 피셔
- 노린 더울프
- 릭 오버턴
- M. C. 게이니